# ناصر خان (لاعب كريكت)
ناصر خان (29 ديسمبر 1998 - ) هو لاعب كريكت أفغاني.

## وصلات خارجية
- ناصر خان على موقع إي آس بي آن كريك إنفو (الإنجليزية)